# Овидор (Гояс)
Овидор (порт. Ouvidor) — муниципалитет в Бразилии, входит в штат Гояс. Составная часть мезорегиона Юг штата Гойас. Входит в экономико-статистический микрорегион Каталан. Население составляет 4691 человек на 2006 год. Занимает площадь 413,786 км². Плотность населения — 11,3 чел./км².

## История
Город основан 19 октября 1953 года. 

## Статистика
- Валовой внутренний продукт на 2003 год составляет 89 730 214,00 реалов (данные: Бразильский институт географии и статистики).
- Валовой внутренний продукт на душу населения на 2003 год составляет 19 948,91 реалов (данные: Бразильский институт географии и статистики).
- Индекс развития человеческого потенциала на 2000 год составляет 0,785 (данные: Программа развития ООН).